# Феррайоло, Мелчиоре
Мелчиоре Феррайоло, или Мелчионне Феррайоло (итал. Melchiorre Ferraiolo, Melchionne Ferraiolo; не позже 1443 — около 1499) — итальянский хронист и чиновник из Неаполя, автор иллюминированной «Хроники Феррайоло» (итал. Cronaca del Ferraiolo), известной также как «Хроника Арагонского Неаполя» (итал. Cronaca della Napoli Aragonese), или «Иллюстрированная хроника Кватроченто» (итал. Cronaca figurata del Quattrocento), одного из важнейших источников по истории Первой итальянской войны (1494—1498).

## Биография
О жизни его не известно почти ничего, кроме того, что он являлся сыном некоего Франческо Феррайоло, который, по его собственным словам, был очевидцем вступления в 1443 году короля Альфонсо I в Неаполь. Его родовая фамилия, происходящая от названия характерного облачения священнослужителей (итал. ferraiuolo), заставляет предполагать связь предков с католической церковью, что не имеет, однако, никаких документальных подтверждений. 
Предпринимались неоднократные попытки идентифицировать, или, по крайней мере, увязать Феррайоло с рядом известных современников, имена которых упоминаются в документах местных архивов. Исследователь его творчества неаполитанский историк-архивист Риккардо Филанджери ди Кандида Гонзага в предисловии к публикации его сочинения 1956 года относит его к кругу известной семьи ювелиров, работавших в Неаполе со второй половины XV-го до конца XVI века, наиболее известными из которых являются мастера Джованни и Леонардо. Предполагавшаяся редактором нового издания хроники 1987 года филологом и лингвистом Розарио Колучча связь автора с омонимами, прослеживаемыми в реестрах Арагонской канцелярии за 1479—1500 годы, также не получила достаточных доказательств.
Более правдоподобной признаётся гипотеза итальянского историка литературы Никола Вакка, отождествившего его с упомянутым в датированной 11 апреля 1497 года записи из «Краткого описания королевства» (итал. Sommaria del Regno) «верным слугой» (итал. fidele servo) короля Неаполя Федериго I Мелчионне Ферайоло, который получил компенсацию в размере 600 дукатов за утрату в 1495 году своего «движимого имущества», отправленного им на остров Искья для защиты от разграбления французскими войсками Карла VIII, но переданного по ошибке некоему Антонио Карафа. 
Не вызывает сомнений, что Феррайоло был близок к королевскому двору, исполняя, возможно, должность дворецкого или сенешаля, о чём косвенно свидетельствуют его осведомлённость в вопросах придворного церемониала, вплоть до указаний на стоимость отдельных предметов одежды и украшений, а также детальные описания им праздничных приёмов и эпизодов частной жизни государей. В частности, рассказывая в конце своей хроники о торжественной встрече, устроенной вдовствующей королевой-наместницей Хуаной Арагонской королю Федерико II по возвращении его после победы в декабре 1497 года над бывшим принцем Салерно Антонелло Сансеверино, Феррайоло прямо говорит, что «видел всё это своими глазами» (итал. con gli uocchi mieie).
В любом случае, включение Феррайоло в текст своей хроники документов королевской канцелярии свидетельствует о несомненном доступе его к государственному архиву, значительно облегчившему ему работу над историческим произведением.

## Хроника
Мелчиоре оставил всего одно известное произведение, «Хронику Арагонского Неаполя» (итал. Cronaca della Napoli Aragonese), известную также как «Иллюстрированная хроника Кватроченто»(итал. Cronaca figurata del Quattrocento), передававшуюся, по-видимому, из поколения в поколение его потомками и сохранившуюся в единственной иллюминированной бумажной рукописи, хранящейся в библиотеке Джона Пирпонта Моргана в Нью-Йорке (MS 801). Этот кодекс, переписанный одной рукой некаллиграфическим и довольно беспорядочным почерком, характерным для итальянских гуманистов конца XV столетия, признаётся рядом исследователей автографическим. Помимо сочинения Феррайоло, он содержит текст «Партенопейской хроники», известной во многих редакциях, а также копию «Трактата о банях Поццуоли» (итал. Trattato de li bagni de Pezola) и неполный список «Связки времён, заключающей в себе все старинные хроники» (лат. Fasciculus temporum omnes antiquorum cronicas complectens) — учебного пособия по всемирной истории, принадлежащего перу немецкого монаха Вернера Ролевинка.
Неаккуратный переплёт, а также заметные пробелы в тексте как самой хроники, так и в переводе «Fasciculus», позволяют предположить, что составление сборника прервано было внезапно и преждевременно, возможно, из-за смерти самого Феррайоло, которую, таким образом, возможно отнести к 1498-му или 1499 году. Исследователями и издателями хроники найдено не менее 14 правок в её тексте, внесённых анонимным редактором.
Текст хроники состоит из 247 глав, излагающих историю Неаполитанского королевства второй половины XV века. Хроника открывается кратким рассказом о первом пребывании Альфонсо Великодушного в Неаполе в 1423 году, закончившемся его ссорой с приёмной матерью королевой Джованной и возвращением в Арагон, после чего прерывает изложение вплоть до 1442 года, когда Альфонсо триумфально вошёл в город. Следующие сорок лет, вплоть до освобождения в 1481 году захваченного турками Отранто, описываются довольно поверхностно и менее качественно проиллюстрированы. Основной акцент сосредотачивается на событиях четырёх годов, происходивших между смертью в 1494 году короля Ферранте I Арагонского и вступлением 13 февраля 1498 года в город его сына Федериго после победы над Сансеверино, которым посвящено, в общей сложности, не менее 200 глав. Особенное внимание уделяется вторжению в Италию армии короля Франции Карла VIII, увенчавшемуся вступлением его в Неаполь и торжественнойкоронацией там неаполитанской короной.
Идеологическая канва «Хроники Феррайоло» может считаться патриотической. Автор всецело остаётся на стороне арагонских государей, хотя трактует события исключительно с точки зрения самих неаполитанцев. Демонстрируя искреннюю приверженность арагонскому дому, он отзывается о его представителях с большой похвалой, не жалея суровых реплик и даже оскорблений в адрес их врагов вроде султана Мехмеда II, папы Иннокентия VIII, короля Карла VIII или мятежных баронов. Каждый абзац повествования касается определённого события, известия о котором достигают местных жителей, с попыткой увязать его с последующими, причём автор заостряет внимание преимущественно на внешней, зрелищной стороне происходящего, всячески подчёркивая, что он являлся очевидцем описанного, даже если это были, к примеру, сражения на море, участия в которых он явно не принимал.
Одним из основных источников «Хроники Феррайоло» стали охватывающие события 1484—1491 годов дневниково-летописные «Эфемериды» Джампьетро Леостелло, придворного хрониста герцога Калабрии Альфонсо, занимавшего в 1494—1495 годах неаполитанский престол. По мнению американского медиевиста профессора Ратгерского университета Нью-Джерси Саманты Келли, в процессе работы над своим сочинением Феррайоло копировал также текст «Партенопейской хроники», напечатанной в 1486 году в Неаполе Франческо дель Туппо, явно рассматривая его как продолжение труда своего предшественника XIV века Бартоломео Караччоло. Однако основную информацию хронист черпал из официальных документов, опираясь также на собственные воспоминания.
Язык «Хроники Феррайоло» представляет собой неаполитанский диалект среднеитальянского, но содержит определённые элементы административно-делового жаргона, характерного для тогдашнего чиновничества, с вкраплением в текст не только лексических форм, но и целых фрагментов из канцелярских документов. Ссылаясь на последние, автор порой органично вплетает их деловой стиль в ткань своего повествования, вплоть до прямых контаминаций. Своеобразным элементом композиционной техники Феррайоло является включение в батальные сцены элементов народного фольклора, в частности, популярного страмботто о сражении между французами и жителями острова Искья, предоставившими убежище Федериго I, а также куплетов песни, посвящённой мученикам оккупированного в 1480—1481 годах турками Отранто.
Иллюстрации к хронике Феррайоло выполнены двумя художниками, одним из которых был сам автор. Около 150 рисунков, не считая нескольких диаграмм, сделаны пером и тушью, а затем расцвечены красками, причём между листами 128 и 145 оставлены места для ещё 53 изображений, так и оставленные пустыми. Качество миниатюр крайне неоднородно, особенно применительно к начальным разделам, но, в общем и в целом, они представляют собой немалую ценность как для исследователей придворного этикета, одежды, доспехов и вооружения армий позднего Средневековья, так и для специалистов по материальной культуре итальянских городов того времени. Само по себе создание иллюстрированных хроник характерно для Италии позднего кватроченто, в качестве примеров можно назвать «Флорентийскую хронику» или миланскую «Хронику Креспи» , однако, в отличие от них, «Хроника Феррайоло» практически не содержит миниатюр на библейские и общеисторические сюжеты, предпочитая им местные итальянские события.
Опубликованная в 1956 году с комментариями вышеназванного Риккардо Филанджери ди Кандида, «Хроника Феррайоло» получила в 1987-м исправленное критическое издание под редакцией профессора филологии Академии делла Круска (Флоренция) и Университета Саленто (Лечче) Розарио Колучча.

## Издания
- Una cronaca napoletana figurata del Quattrocento, a cura di Riccardo Filangieri di Candida. — Napoli: L'Arte tipografica, 1956. — 274 p. — (Accademia di architettura, lettere e belle arti).
- Ferraiolo, Cronaca. Edizione critica a cura di Rosario Coluccia. — Firenze: Presso l’Accademia della Crusca, 1987. — lxix, 249 p. — (Scrittori italiani e testi antichi, 8). — ISBN 978-8887850420.